# Maugis
Ne doit pas être confondu avec Maugis (évêque d'Avranches).
Maugis est un enchanteur et un larron de la légende des quatre fils Aymon, cousin de Renaud de Montauban et de ses frères. Dans la Chanson de Maugis d'Aigremont, il conquiert le cheval Bayard et l'épée Floberge afin de les donner à Renaud. Il joue un rôle important dans la Chanson des quatre fils Aymon, en se jouant plusieurs fois de l'empereur Charlemagne. Il termine sa vie en ermite, dans les Ardennes.

## Chanson de Maugis d'Aigremont

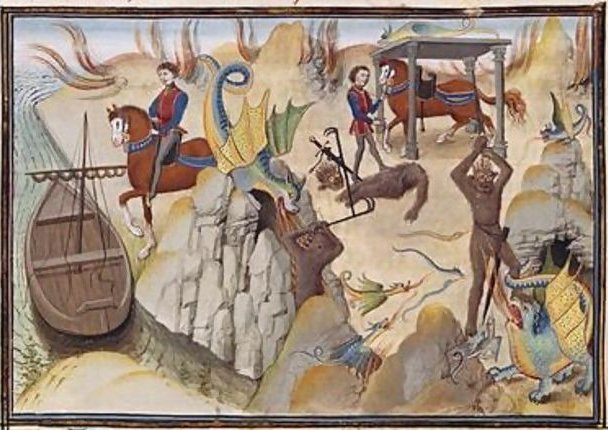
Maugis combattant le serpent et gagnant le cheval enchanté, huile sur toile par Loyset Liédet.

Le premier chapitre de la Chanson de Maugis d'Aigremont raconte que l'enchanteur, fils de Beuves d'Aigremont, est enlevé par un païen nommé Sorgalant, et retrouvé par la fée Oriande, qui l'élève ensuite dans le château de Rocheflor, près de Mongibel, au nord de la Sicile. Elle lui impose une épreuve pour acquérir son statut de chevalier et son pouvoir d'enchanteur, qui est de « conquérir le cheval Bayard » , alors prisonnier sur l'île volcanique de Bocan (vraisemblablement l'une des îles Lipari, au nord de la Sicile). Maugis se rend sur l'île, déguisé en Diable pour ne pas se faire repérer, et trouve après un long périple le cheval Bayard attaché à quatre piliers avec des chaînes d'argent, guidé par les hennissements de celui-ci. Bayard est d'abord effrayé par le déguisement diabolique de l'enchanteur, mais quand ce dernier ôte son costume et reprend son « bliaud outremer », Bayard s'agenouille devant lui, le reconnaissant comme son maître. Maugis le chevauche jusqu'à Rocheflor, où il s'empare de l'épée Floberge. À la fin, Bayard tue par accident l'un des compagnons de Maugis, et ce dernier remet le cheval et l'épée Floberge à son cousin, le fils du duc Aymon. Le texte rejoint ici la chanson de Renaud de Montauban.
L'une des questions soulevées par la version de l'origine de Bayard fournie par le Maugis d'Aigremont est de savoir pourquoi un animal au rôle aussi bénéfique est engendré par deux monstres qui le relient aux forces infernales. Il semblerait que l'auteur du Maugis ait préféré faire ressortir l'exploit héroïque du jeune enchanteur que la nature foncièrement bénéfique de Bayard dans son texte.

## Chanson des quatre fils Aymon
Dans la légende des Quatre fils Aymon, ceux-ci, fuyant leur père, se retrouvèrent bloqués par la Meuse. Ils purent s'enfuir grâce à l'aide de l'enchanteur Maugis qui établit un pont en cet endroit. Cet événement aurait donné son nom à ce lieu puis au village qui s'y trouve : Noyers-Pont-Maugis, bien qu'en réalité ce toponyme soit plus vraisemblablement lié à un personnage local nommé Maugis, anthroponyme bien attesté (cf. Maugis, évêque d'Avranches) et que l'on retrouve dans d'autres toponymes comme Boissy-Maugis (Orne) et Maison-Maugis (Orne).
Le site de l’Hermitage, près de Bogny-sur-Meuse, est une curiosité géologique, trace d’un ancien rivage maritime. Maugis serait venu y faire pénitence et y vivre durant quelques années avant d'y mourir, d'où le nom de l’Hermitage.

## Œuvres contemporaines
Maugis est le personnage éponyme du Cycle de Maugis de Benoit J. Caron. L'auteur a pris le parti de replacer le début de l'intrigue un an avant le couronnement de Charlemagne, soit en 799,. A la différence de la chanson de geste d'origine, Oriande sauve le jeune Maugis (appelé Guilhem, fils de Bovo et d'Alix d'Aygremont), mais le tient captif dans son propre sidh dans le but de l'entrainer. Par la suite, la fée lui demande d'invoquer Bayard dans le monde réel, ce qui donne lieu à une quête pour délivrer le cheval fée sur Bocan. Il est notable que dans le Cycle de Maugis, légendes ardennaises et faits historiques sont présents aux côtés de la chanson de geste alors que ces différents récits ne communiquent généralement pas.